# 31982 Джонволліс
31982 Джонволліс (31982 Johnwallis) — астероїд головного поясу, відкритий 30 квітня 2000 року. 
Тіссеранів параметр щодо Юпітера — 3,175.
Названо на честь Джона Валліса.